# TrygFonden
TrygFonden er en fond, der varetager TryghedsGruppens almennyttige arbejde. TryghedsGruppen er den største aktionær i forsikringsselskabet Tryg.
TrygFonden er initiativtager til en lang række projekter, der handler om at forbedre danskernes sikkerhed, sundhed og trivsel.
I 2020 uddelte TrygFonden i alt 620 millioner til projekter der bl.a. handler om at reducere antallet af drukneulykker, medvirke til at flere overlever hjertestop uden for hospital samt at give ældre og demensramte glæde i hverdagen med besøgshunde.
Derudover støtter TrygFonden forskningsprojekter og finansierer bl.a. Center for Innovationsforskning ved Syddansk Universitet, Center for Aktiv Sundhed på Rigshospitalet og TrygFondens Børneforskningscenter på Aarhus Universitet.
TrygFonden driver desuden hjemmesiderne hjertestarter.dk, besøgshunde.dk og respektforvand.dk. Sidstnævnte omhandler bl.a. TrygFonden Kystlivredning, der drives i samarbejde med Dansk Svømmeunion.